# Mikołaj Borzymowski
Mikołaj Borzymowski z Chocenia herbu Belina (zm. między 2 stycznia 1521 roku a 29 września 1537 roku) – chorąży brzeskokujawski w latach 1485-1521.
Poseł na sejm piotrkowski 1504 roku z województwa brzeskokujawskiego.